# ريان كارترايت (لاعب كريكت)
ريان كارترايت (25 يناير 1992 - ) (بالإنجليزية: Ryan Cartwright)‏ هو لاعب كريكت جنوب أفريقي.

## وصلات خارجية
- ريان كارترايت على موقع إي آس بي آن كريك إنفو (الإنجليزية)